# Dusona admontina
Dusona admontina là một loài tò vò trong họ Ichneumonidae.